# Pousada do Forte de São Sebastião
A Pousada do Forte de São Sebastião ou Pousada de Angra do Heroísmo situa-se no Forte de São Sebastião em plena zona histórica da cidade de Angra do Heroísmo, na Ilha Terceira do arquipélago dos Açores.
Integra a rede Pousadas de Portugal com a classificação de Pousada Histórica Design.

## História do edifício
Sob os reinados de D. João III (1521-1557) e de D. Sebastião (1568-1578), foram expedidos regimentos, reformulando o sistema defensivo da região, destacando-se a visita do arquitecto militar italiano Tommaso Benedetto, ao arquipélago, em 1567, para orientar a fortificação das ilhas. Este profissional compreendeu que, vindo o inimigo forçosamente pelo mar, a defesa deveria concentrar-se nos portos e ancoradouros, guarnecidos pelas populações locais sob a responsabilidade dos respectivos concelhos.
Desse modo, nomeadamente para a defesa de Angra, onde se havia seguido uma filosofia defensiva tardo-medieval, com a construção do chamado Castelo dos Moinhos, numa elevação, em terra, foram propostas novas fortificações como o Forte de Santo António do Monte Brasil, principiado ainda em 1567, e o de São Sebastião.
Em 1698 a edificação foi sujeita a novas obras por ordem de D. Pedro II, desconhecendo-se se o motivo de tais obras esteve no facto de não ter ficado concluída a obra inciada no século anterior ou se houve danos a reparar.
O acesso à fortaleza faz-se por um porta aberta na parte norte da muralha do castelo. Franqueando essa porta acede-se a uma estreita estrada que atravessa uma ponte assente em dois arcos sobre pilares de cantaria e que permite entrar ao interior da fortaleza.
Em 1983 a zona histórica da cidade de Angra, incluindo as muralhas e o forte, foi classificada como Património da Humanidade pela UNESCO.

O forte foi sujeito a obras de recuperação com vista a ser transformado numa Pousada de Portugal tendo esta sido inaugurada em 2006. Apesar desta recuperação, parte das muralhas que rodeiam a fortaleza ainda se encontram em ruínas.

## A Pousada
A classificação de Pousada Histórica Design dada pelas Pousadas de Portugal reflecte a intervenção no conjunto: manutenção do espaço histórico integrando modernos edifícios de cores claras com linhas arrojadas contrastando com as antigas muralhas envolventes.
A localização dos quartos da pousada assegura-lhes uma forte luminosidade e vista sobre o mar. Do restaurante e respectivo terraço desfruta-se igualmente de vista sobre o Atlântico.
A Pousada tem 28 quartos com vista para o mar e uma suite com vista para o mar e para o monte Brasil. Inclui restaurante, piscina, bar e esplanada.